# Frizon (cal)

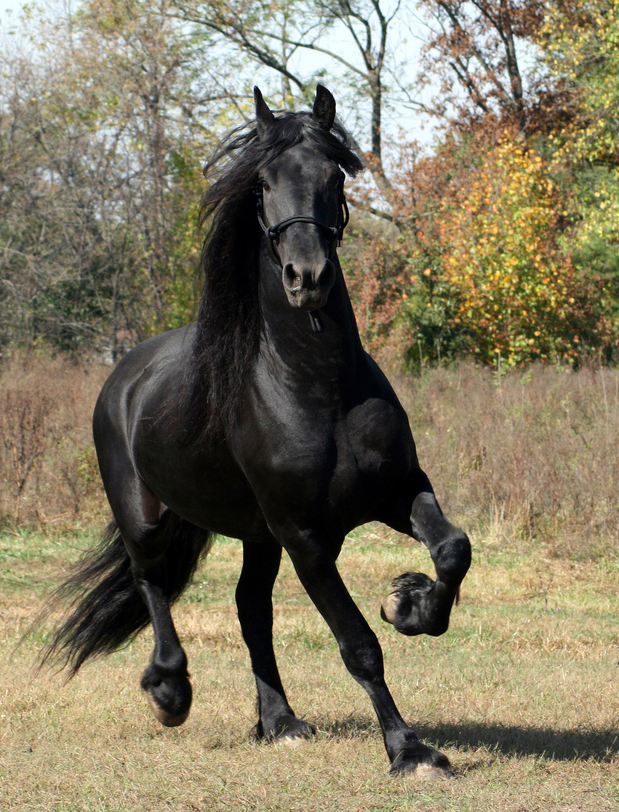
Frizon

Calul frizian este o rasă cabalină din Frizia, Țările de Jos, folosit inițial pentru tracțiune. În Evul Mediu a fost calul preferat al cavalerilor datorită puterii sale.
A apărut încă de pe vremea Imperiului Roman, fiind un cal preferat chiar de Iulius Caesar. Alte izvoare ale vremii atestă această rasă pe teritoriul tribului germanic al Frizonilor, în partea de N-V a imperiului, unde erau crescuți pentru puterea și grația lor. Regele Ludovic al II-lea al Ungariei și Boemiei a călărit un frizon în Bătălia de la Mohács (1526).
Pe măsura trecerii timpului, rasa frizonă a suferit schimbări, fiind influențată genetic de alte rase din estul Europei, fiind încrucișat și cu caii andaluzi. Pe măsură ce numărul războaielor a diminuat, caii din rasa frizonă nu au mai avut o căutare atât de mare, numărul lor diminuând considerabil. Din fericire, caii frizoni au fost salvați de olandezi care i-au folosit în cursele de trap pe distanța de 325 de metri, în secolele XVIII-XIX fiind denumiți Harttraber.
Rasa frizonă a fost înregistrată oficial în 1879 însă în anul 1913 mai existau doar 2 armăsari de rasă pură în nordul Țărilor de Jos. Olandezii au conștientizat riscul dispariției acestei rase magnifice și au luat măsuri de urgență pentru reproducerea conștientizată și reconstituirea rasei. Încă din secolul XX toate exemplarele frizon au fost înscrise în Dratchtenben a Het Friesh Paarden Stambook pentru a ține o evidență a acestor mamifere superbe.
Caii frizoni excelează în școala înaltă de dresaj, fiind folosiți mai ales la spectacole/parade datorită aspectului lor impunător.
Aspectului său impresionant a făcut ca această rasă cabalină (la fel ca și calul andaluz) să apară în multe filme precum 
Ladyhawke, Masca lui Zorro, Interviu cu un vampir, Simț și sensibilitate, Emma, 300, Eragon sau Arthur.